# Вишванатха Сатьянараяна
Вишванатха Сатьянараяна (телугу విశ్వనాథ సత్యనారాయణ; 6 октября 1895, Нандамуру, Кришна, Мадрасское президентство, Британская Индия (ныне Андхра-Прадеш, Индия) — 19 октября 1976, Гунтур, Андхра-Прадеш) — индийский писатель

, поэт и драматург. Писал на телугу.
Высшее образование получил в Национальном колледже Мачилипатнама. В 1929 году получил степень магистра санскрита в Мадрасском университете. Дебютировал в четырнадцатилетнем возрасте.
Автор стихов, романов, драматических пьес, рассказов, охватывающих широкий круг тем, таких как анализ истории, философии, религии, социологии, политологии, лингвистики, психологии и исследований сознания, эпистемологии, эстетики и спиритуализма. Литературные произведения Вишванатхи включают 30 стихотворений, 20 пьес, 60 романов, 10 критических статей, 35 рассказов, три пьесы, 70 эссе, 50 радиоспектаклей, 10 эссе на английском языке, 10 произведений на санскрите, три перевода, 100 вступлений и предисловий, а также выступления по радио. Некоторые из его стихов и романов переведены на английский, хинди, тамильский, малаялам, урду и санскрит.

## Награды
- Главная индийская национальная литературная и поэтическая премия Джнянпитх (1971)
- Ему было присвоено почётное звание «Кави Самрат» (император поэтов).
- В 1964 году почётное звание «Калапрапурна» Университета Андхра.
- Падма бхушан (1970)
- Лауреат премии Литературной академии Индии